# 길레 두브
길레 두브(스코틀랜드 게일어: Gille dubh, 영어: Ghillie Dhu)는 스코틀랜드 신화에서 혼자 사는 남자 요정이다. 그 이름은 "어두운 머리카락"이라는 뜻이다. 그는 말이 없고 성격은 상냥하다. 때로 거칠기도 하지만 어린이들을 좋아한다. 머리카락은 어두운 색이고 나뭇잎과 이끼로 옷을 해 입었다. 스코틀랜드 고지대(하일랜드) 북서부 게어록의 자작나무 숲속에 산다고 한다.

## 같이 보기
- 길리 슈트
- 드리아데스
- 이스시